# 绵毛柳
绵毛柳（学名：Salix erioclada）是杨柳科柳属的植物，是中国的特有植物。分布于中国大陆的湖北、湖南、四川、贵州等地，生长于海拔600米至1,800米的地区，一般生于山坡林边、沼泽发或路旁，目前尚未由人工引种栽培。